# Monolog wypowiedziany
Monolog wypowiedziany – forma pierwszoosobowej narracji, ukształtowana pod wpływem powieści Upadek Alberta Camusa i popularna w latach 50. i 60. XX wieku. Za twórcę tej formy wypowiedzi uważa się niekiedy Fiodora Dostojewskiego z Notatkami z podziemia.
W utworach skonstruowanych na zasadzie monologu wypowiedzianego narratorem jest bohater, kierujący swoją wypowiedź do rozmówcy, którego słowa nie pojawiają się w utworze bezpośrednio, czytelnik poznaje je jedynie poprzez reakcje  i odpowiedzi bohatera-narratora. Podmiot mówiący zazwyczaj przedstawia swoją autobiografię (najczęściej osadzoną silnie w wydarzeniach historycznych) i poddaje ją interpretacji. Fragmenty przedstawiające wydarzenia przybierają zwykle formę pozornie chaotycznego, nieformalnego mówienia, natomiast części, w których podmiot dokonuje ich interpretacji są bardziej uporządkowane i zawierają właściwości retoryczne. Związane jest to celem wypowiedzi – bohater-narrator chce nie tylko opowiedzieć o swoim życiu, ale także je zrozumieć i uzyskane wnioski narzucić rozmówcy. Podejmuje przy tym problematykę moralną, związaną m.in. z podejmowaniem wyborów w sytuacjach ostatecznych, stosunkiem jednostki do społeczeństwa, rozrachunku ze swoim życiem itp. 
Pierwszym polskim utworem pisanym w formie monologu wypowiedzianego był Wzlot Jarosława Iwaszkiewicza (stanowiący polemikę z Upadkiem Camusa), opublikowany w 1957. Kolejne to m.in. Koncert życzeń Stanisława Wygodzkiego i Jawa i mrzonka Antoniego Słonimskiego.